# Вишневский, Борис Николаевич
Бори́с Никола́евич Вишне́вский (13 июня 1891 или 13 [25] июля 1891, Шавли, Ковенская губерния — 26 января 1965, Черновцы) — советский антрополог и археолог, географ, этнограф. Доктор географических наук, исследователь Русской Америки.

## Биография
Родился в семье служащего в городе Шавли Ковенской губернии, детство провел в Перми. Окончил пермскую гимназию.
В 1911 году поступил на естественное отделение физико-математического факультета Московского университета. По окончании университетского курса в 1916 году с дипломом I степени по специальности «География и антропология» был оставлен при кафедре географии для подготовки к профессорскому званию. Также известен тем, что, будучи ещё студентом, 1913 году со своими товарищами студентами-пермяками организовывал в Москве первое Пермское землячество. Был учеником Д. Н. Анучина. В 1918 году Вишневский покинул Москву и стал заниматься наукой и преподавать в городах Поволжья. До 1919 года преподавал в Костромском университете, потом переехал в Казань, где стал профессором Северо-Восточного археологического и этнографического института и Казанского университета. В годы голода был включен в числе других профессоров в список нуждающихся и получал продовольственную помощь миссии Нансена (Международного комитета помощи России)).
В 1923 году занял должность ученого хранителя Музея антропологии и этнографии (МАЭ) АН СССР, позже возглавил вновь созданный отдел антропологии. В 1927 году при МАЭ по инициативе Вишневского было создано Бюро по антропологическому изучению групп крови народов СССР и организованы первые экспедиционные сборы этих данных в Чувашии, Средней Азии, Белоруссии.
Работал также секретарем Анатомо-антропологического общества и сотрудником комиссии по изучению племенного состава населения России (КИПС). В 1926 году работал в экспедиции ЯИ в Чувашской АО, возглавлял антропологическую секцию Среднеазиатской экспедиции КИПС.
Одновременно начал преподавательскую деятельность в Петрограде/Ленинграде. Преподавал в Ленинградском институте живых восточных языков им. Енукидзе, Ленинградском пединституте им. А. И. Герцена (с 1927 года), в 1929 году стал профессором Ленинградского государственного университета. Он стал одним из первых советских учёных, начавших преподавать и популяризировать антропологию.
В это же время Вишневский включился и стал развивать краеведческое движение, постоянным автором и рецензентом журнала «Краеведение».
В 1937 году собирался выступить на конференции по древнейшему человеку в США с докладом по антропологии тунгусов, по которой он готовил монографию. Академик А. М. Деборин отказал ему участии на конференции, так как выразил сомнение в преданности Вишневского советской власти. Была и другая критика со стороны коллег за то, что Вишневский пропагандировал в своих работах и выступлениях взгляды буржуазных ученых.
В 1935 году защитил диссертацию и получил степень доктора географических наук.
14 сентября 1937 года Вишневский был арестован и был приговорен ОСО при НКВД СССР 8 мая 1938 год года по политической статье (статья 58-10, 11 УК РСФСР) к 8 годам исправительно-трудовых работ, которые отбывал в Севвостлаге (Дальневост. край, Магадан, 2-й леспромхоз)). Также он был лишен диплома доктора географических наук, который вновь восстановил в 1949 году.
В 1946 году вышел из лагеря и смог возобновить учебную и научную деятельность, хотя ему был запрещен въезд в Москву, Ленинград и некоторые другие крупные города. Жил в Марийской АССР, затем в г. Кунгур Молотовской области, преподавал в Марийском (г. Йошкар-Ола), Борисоглебском и Пермском пед. институтах, Молотовском университете. Стал членом-учредителем и председателем Марийского филиала Всесоюзного географического общества, в работе которого принимал и в последующие годы активное участие, а также в издании «Известий» общества. Тогда же организовал в г. Йошкар-Оле составление сборника «Природа Марийской АССР», для которого написал ряд глав.
После полной реабилитации в 1954 году поступил профессором в Пермский педагогический институт. С 1955 года стал профессором кафедры физической географии Пермского университета.
Пытался восстановиться на работе в АН СССР и даже добился распоряжения Президиума АН СССР о восстановлении в должности старшего научного сотрудника в Институте этнографии АН СССР, но к работе так и не смог приступить.
В 1961 году из-за конфликта с коллегами и заведующим кафедрой Вишневский покинул Пермский институт и возглавил кафедру экономической географии в Черновицком университете, где вёл экспедиционные исследования и занимался пропагандой научных знаний.

## Труды
Кроме того, что в ходе научных изысканий Вишневский много занимался музейной и архивной деятельностью, он также пополнял научный материал в полевых исследованиях. Принимал участие в экспедициях по изучению населения и географии Западного Урала, Пермской губернии (1914—1917), Среднего Поволжья (1920—1922), Средней Азии (1925), Белорусского Полесья (1933), Марийской АССР (1947—1948) и др. регионов.
В 1959 году Вишневский обнаружил в Пермском архиве неопубликованное описание «Чертежа земли Сибирской» Семёна Ремезова, а в Петербурге — его картографические труды.
Б. Н. Вишневский — автор более 150 научных трудов, в том числе 10 монографий и брошюр. Внёс значительный вклад в изучение истории Прикамья, ему принадлежат многочисленные этнографические труды. Некоторые его статьи и книги:
- Антропологические данные о населении Пермского уезда. Пермь, 1916.
- Иньвенские пермяки. Пермь, 1917.
- К антропологии древнего населения Восточного Туркестана // КМВ. 1921. № 1/2. С. 88-102.
- Музеи Пермского края и местное краеведение // Казанский музейный вестник. Казань, 1922. № 2.
- Памяти Д. Н. Анучина // Краеведение. 1923. № 2. С. 89-92.
- Литература по краеведению // Краеведение. 1923. № 2. С. 192—198.
- Осборн, Генри Ф. Человек древнего каменного века. Среда, жизнь, искусство / Пер. с англ. яз. под ред. и с доп. антрополога АН Б. Н. Вишневского, с прил. статьи «Доисторический человек в России». Л., 1924.
- Новейшие открытия в Египте // Наука и техника. 1924. № 18 (62). С. 10-11.
- Новый способ расовой диагностики в применении к чувашам // Доклады АН СССР, серия А, октябрь. Л., 1925. С. 127—130.
- Человек как производительная сила. Л., 1925.
- Человечество в доисторические времена // Наука и техника. 1925. № 18 (110). С. 3-4.
- Некоторые задачи антропологии в Пермском крае в связи с краеведением // Пермский краеведческий сборник. Пермь, 1926. Вып.2.
- Неандерталец в Галилее // Природа. 1926. № 1/2. С. 112.
- Археологические открытия Третьей Монгольской экспедиции // НВ. 1926. № 12. С. 345—346.
- Первобытный человек. Л., 1926.
- Естественная история человека: (Очерк ист. развития антропологии). Л., 1928.
- Материалы для изучения групп крови у народов СССР // Доклады АН СССР. Л., 1928. № 5.
- Антропологическое изучение чуваш. К отчёту по исследованиям 1927 года // Чувашская республика. Сборник 1. Предварительные итоги работ Чувашской экспедиции Академии наук СССР по исследованиям 1927 г. / Материалы комиссии экспедиционных исследований. Л., 1929. Вып. 10. Серия чувашская.
- Антропологический отдел: Кр. путеводитель. Л., 1931.
- Анатомические коллекции Кунсткамеры: Путеводитель по выставке. Л., 1934 (совм. с Е. В. Жировым).
- Палеоантропологическая находка близ Эривани // СЭ. 1934. № 5. С. 40-47.
- Происхождение человека: Путеводитель по антроп. коллекциям вводного отдела. М.; Л., 1937.
- Этногония буртасов // Изв. ВГО. 1948. Т. 80, вып. 2. С. 183—184.
- Древнейший человек на Лене // Природа. 1948. № 4. С. 85.
- Разоблачение эоантропа // Природа. 1956. № 12. С. 106—109.
- Из прошлого Перми // Звезда. 1957. 6 окт.
- Путешественник Кирилл Хлебников. Пермь, 1957.
- Следы угров на Западном Урале // Учен. зап. Перм. ун-та. 1960. Т. 12, вып.1.
- Географ-краевед И. Я. Кривощёков. Пермь, 1961.